# Idiocera sita
Idiocera sita är en tvåvingeart som först beskrevs av Alexander 1968.  Idiocera sita ingår i släktet Idiocera och familjen småharkrankar. Inga underarter finns listade i Catalogue of Life.